# Jutta Meurers-Balke
Jutta Meurers-Balke (geb. Jutta Balke; * 6. Dezember 1949 in Fritzlar) ist eine deutsche Archäologin und Archäobotanikerin.

## Leben und Wirken
Jutta Meurers-Balke ist die Tochter des Bauingenieurs Kurt Balke und dessen Ehefrau Marta geb. Textor. Sie besuchte in Fritzlar die Grundschule, ab 1960 die Ursulinenschule und nach der Mittleren Reife die König-Heinrich-Schule, wo sie 1968 das Abitur ablegte. Von 1968 bis 1978 studierte sie an der Universität zu Köln Ur- und Frühgeschichte bei Hermann Schwabedissen und Karl Hermann Jacob-Friesen, Klassische Archäologie bei Tobias Dohrn und Hans Georg Niemeyer, Geologie bei Karl Brunnacker und Ethnologie bei Kurt Tauchmann.
1975 legte sie die Magister-Prüfung mit einer Arbeit über die Ertebølle-Kultur in Dänemark ab. Sie wurde 1976 als Nachfolgerin von Rudolf Schütrumpf Leiterin des „Labors für Pollenanalyse und Vegetationsgeschichte“ am Institut für Ur- und Frühgeschichte der Universität zu Köln. Außerdem absolvierte sie mit Förderung durch die Volkswagenstiftung ein Ergänzungsstudium in Botanik. 1975/1976 leitete sie Ausgrabungen in Siggeneben-Süd. Die Resultate dieser Forschungen zur Trichterbecherkultur wurden in der von Hermann Schwabedissen und Rudolf Schütrumpf betreuten Dissertation zusammengefasst, mit der sie 1978 an der Mathematisch-Naturwissenschaftlichen Fakultät der Universität zu Köln promoviert wurde.
Das von ihr geleitete Labor wurde in den 1980er Jahren in „Labor für Archäobotanik“ umbenannt. 2015 ging sie in den Ruhestand. Zur Würdigung ihrer wissenschaftlichen Arbeit wurde 2014 in Rheinbach ein Kolloquium durchgeführt.
Jutta Meurers-Balke ist seit 1975 mit dem Juristen Theo Meurers verheiratet. Sie wohnen in Köln-Nippes.

## Auszeichnungen
2005 erhielt die „Archäobotanische Arbeitsgruppe NRW“ mit Ingrid Cloß, Arie J. Kalis, Jutta Meurers-Balke, Ursula Tegtmeier und Ralf Urz den Deutschen Archäologiepreis der Deutschen Gesellschaft für Ur- und Frühgeschichte.

## Schriften
Jutta Meurers-Balke veröffentlichte von 1973 bis 2017 etwa 200 Artikel und gab Konferenzschriften und Gedenkbände heraus.
- Siggeneben-Süd. Ein Siedlungsplatz der frühen Trichterbecherkultur an der ehemaligen Ostseeküste in naturwissenschaftlicher und archäologischer Betrachtung. Dissertation. Universität zu Köln 1978. Köln 1979, DNB 801253047. Mit weiteren Beiträgen veröffentlicht: Wachholtz, Neumünster 1983, ISBN 3-529-01150-9.
- mit Karl-Heinz Knörzer: Die frühholozäne Flora des Rheintales bei Neuss und der Erftaue bei Hombroich (= Decheniana. Beiheft 38). Naturhistorischer Verein, Bonn 1999, DNB 958303932.

Herausgaben
- Lepenski Vir. Menschenbilder einer frühen europäischen Kultur. Ausstellungskatalog. Römisch-Germanisches Museum. Zabern, Mainz 1981, ISBN 978-3-8053-0494-8.
- mit Arie J. Kalis: 7000 Jahre bäuerliche Landschaft. Entstehung, Erforschung, Erhaltung. Zwanzig Aufsätze zu Ehren von Karl-Heinz Knörzer. Habelt, Bonn 1993, ISBN 978-3-7927-1246-7.
- mit Jürgen Hoika: Beiträge zur frühneolithischen Trichterbecherkultur im westlichen Ostseegebiet. Konferenzschrift 1. Internationales Trichterbechersymposium. Wachholtz, Neumünster 1994, ISBN 978-3-529-01844-2.
- mit Karl Josef Strank: Obst, Gemüse und Kräuter Karls des Grossen. „… dass man im Garten alle Kräuter habe …“. Zabern, Mainz 2008, ISBN 978-3-8053-3879-0.
- mit Tünde Kaszab-Olschewski: Grenzenlose Gaumenfreuden. Römische Küche in einer germanischen Provinz. Hansgerd Hellenkemper zum 65. Geburtstag. Zabern, Mainz 2010, ISBN 978-3-8053-4241-4.
- mit Werner Schön (Hrsg.): Vergangene Zeiten. Liber Amicorum. Gedenkschrift für Jürgen Hoika (= Archäologische Berichte. Band 22). Habelt, Bonn 2012, ISBN 978-3-7749-3761-1 (online).

Artikel
- mit Arie J. Kalis, Renate Gerlach, Antonius Jürgens: Landschafts- und Siedlungsgeschichte des Rheinlandes. In: Pflanzenspuren. Archäobotanik im Rheinland: Agrarlandschaft und Nutzpflanzen im Wandel der Zeiten. 1999, S. 11–66.
- mit Karl-Heinz Knörzer, Hans-Arnold Glasmacher, Hubert Berke, Renate Gerlach, Ursula Tegtmeier: Ein spätmittelalterlicher Brunnen in der Duisburger Niederstraße. In: Bonner Jahrbücher des rheinischen Landesmuseums in Bonn. 199, 1999, S. 347–396 (online, PDF; 66 MB).
- mit Ursula Tegtmeier: Archäobotanik im Ruhrgebiet. Eine Zwischenbilanz. In: Nicht nur Kraut und Rüben – Archäobotanik im Ruhrgebiet. Klartext, Essen 2001, ISBN 3-89861-056-X, S. 9–54.
- mit Henriette Brink-Kloke et al.: Siedlungen und Gräber am Oespeler Bach (Dortmund) – eine Kulturlandschaft im Wandel der Zeiten. In: Germania. Anzeiger der Römisch-Germanischen Kommission des Deutschen Archäologischen Instituts. Band 81, 1, 2003, S. 47–146, OCLC 605421982.